# Annagh (rivier, Co. Clare)
De Annagh is een rivier in County Clare, Ierland. De rivier vormt deels de grens tussen de katholieke parochies Kilfarboy en Kilmurry Ibrickane na de scheiding van de twee in 1839.

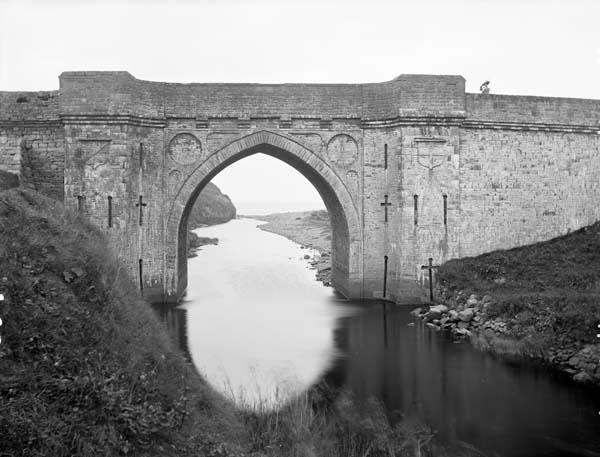
Bell Bridge, Miltown Malbay, Co. Clare De laatste brug over de Annagh voor het uitmondt in de zee.

De rivier ontspringt in een veengebied op de zuidelijke flanken van de Slievecallan, kruist de R474 en stroomt daarvandaan westwaarts naar de Atlantische Oceaan. Het mondt uit in de "Baai van Spanish Point" op een plek lokaal bekend als "Bealaclogga".

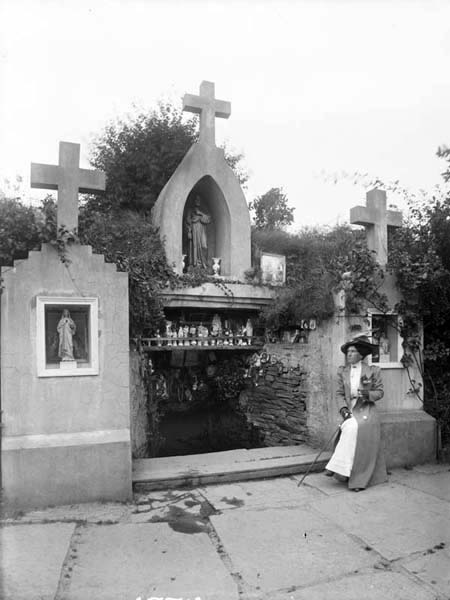
St. Josephs Holy Well nabij Stacpooles Bridge op de zuidelijke oever van de rivier

Aan de zuidelijke zijde bij Stacpooles Bridge is een heilige bron, toegewijd aan de heiligen St. Laichtin en St. Joseph doch lokaal bekend als "St. Josephs Holy Well".
Iets verder stroomafwaarts van de heilige bron waren ooit verschillende watermolens. Deze molens werden de naamgever van het gehucht 'Poll A Mhuillin' genoemd werd, wat later vertaald werd als 'Town of the mills', ofwel Milltown. Poullawillin is nog steeds de naam van het townland ten zuidoosten van Milltown Malbay.